# 分眾傳媒
分眾傳媒（英語：Focus Media Information Technology Co., Ltd，深交所：002027)，誕生於2003年，是一家電梯媒體广告公司，創始人江南春。2005年成為首家在美國納斯達克上市的中國廣告傳媒股並於2007年入選納斯達克100指數。2015年從納斯達克退市後在深圳證券交易所借殼上市。

## 連結
- 官方网站